# Koji Sasaki
Koji Sasaki (佐々木 康治, Sasaki Koji, 30 januari 1936) is een Japans voormalig voetballer die als aanvaller speelde.

## Clubcarrière
In 1954 ging Sasaki naar de Kansai University, waar hij in het schoolteam voetbalde. Nadat hij in 1958 afstudeerde, ging Sasaki spelen voor Dunlop Japan.

## Japans voetbalelftal
Koji Sasaki debuteerde in 1958 in het Japans nationaal elftal en speelde 14 interlands, waarin hij 1 keer scoorde.

## Statistieken
| Japans voetbalelftal | Japans voetbalelftal | Japans voetbalelftal |
| Jaar                 | Wed.                 | Dlp.                 |
| -------------------- | -------------------- | -------------------- |
| 1958                 | 2                    | 0                    |
| 1959                 | 8                    | 0                    |
| 1960                 | 1                    | 1                    |
| 1961                 | 3                    | 0                    |
| Totaal               | 14                   | 1                    |